# Vigo Street

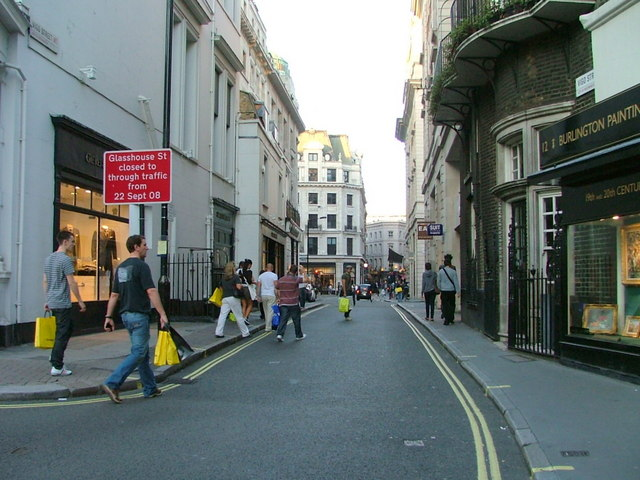
Inicio de Vigo Street, mirando cara Regent Street.

Vigo Street, originalmente Vigo Lane, es una calle corta situada en el centro de Londres, que lleva el nombre de la victoria naval anglo-holandesa sobre los franceses y españoles en la batalla de Rande de 1702. Discurre entre Regent Street y el cruce de Burlington Gardens y Savile Row.

## Historia

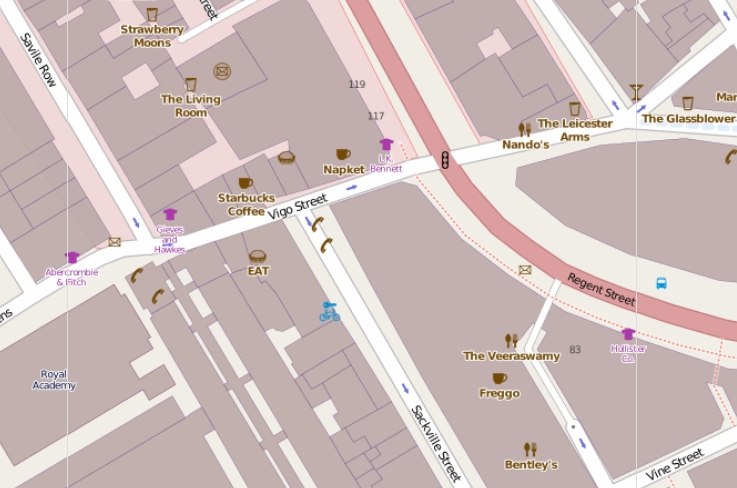
Localización de Vigo Street en Londres.

En un comienzo, todo el camino desde lo que ahora es Bond Street hasta la actual Glasshouse Street, incluida Vigo Street, se llamaba Glasshouse Street. Después de la victoria naval anglo-holandesa sobre los franceses y españoles en la batalla de la ría de Vigo en 1702, parte de Glasshouse Street pasó a llamarse Vigo Lane y luego en Vigo Street, aunque el primero primero fue usado en Elmes's London Streets hasta 1831.
Finalmente, aparte de Vigo Street detrás de Burlington House pasó a llamarse Burlington Gardens en 1831.

## Referencias literarias

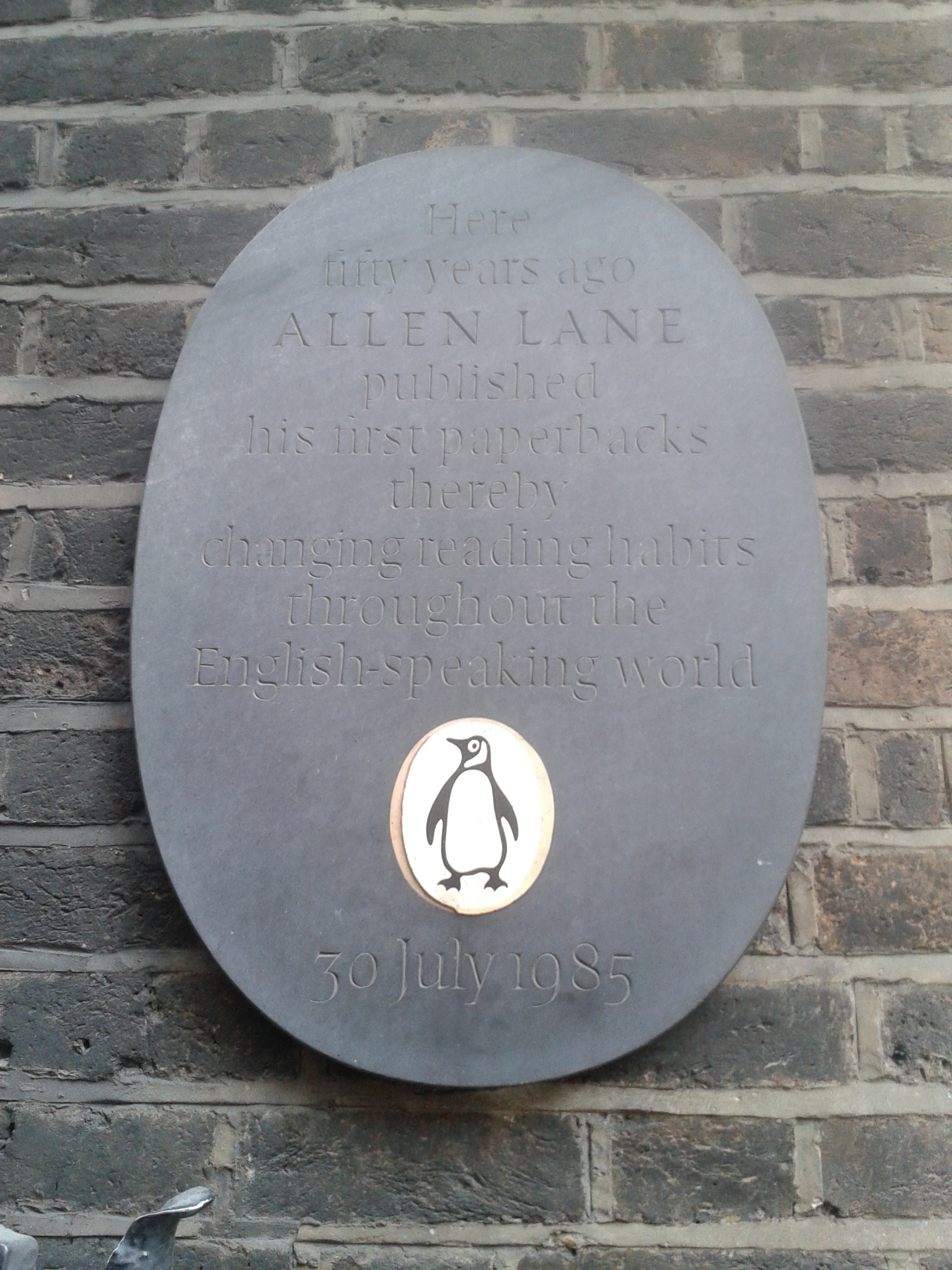
Placa conmemorandoelo cincuentenario de la fundación de Penguin Books, en el número 8.